# Stortingsbyggnaden
Stortingsbyggnaden är det norska Stortingets säte på Karl Johans gate 22 i Oslo. Det ritades av den svenske arkitekten Emil Victor Langlet och invigdes den 5 mars 1866.